# Lukas Kelly-Heald
Lukas Kelly-Heald (Wellington, 18 de marzo de 2005) es un futbolista neozelandés que juega en la demarcación de defensa para el Wellington Phoenix FC de la A-League.

## Selección nacional
Tras jugar en las categorías inferiores de la selección, finalmente hizo su debut con la selección de fútbol de Nueva Zelanda el 18 de junio de 2024 en un encuentro de la Copa de las Naciones de la OFC 2024 contra Islas Salomón que finalizó con un resultado de 3-0 a favor del combinado neozelandés tras el gol de Kosta Barbarouses y un doblete de Ben Waine.

## Clubes
| Club                        | País          | Año       | Partidos | Goles |
| --------------------------- | ------------- | --------- | -------- | ----- |
| Lower Hutt City AFC         | Nueva Zelanda | 2021      | 1        | 0     |
| Wellington Phoenix Reserves | Nueva Zelanda | 2021-2023 | 33       | 0     |
| Wellington Phoenix FC       | Nueva Zelanda | 2021-     | 26       | 0     |